# أولوالي بامغبوز
أولوالي بامغبوز (بالإنجليزية: Oluwale Bamgbose؛ مواليد 4 أغسطس 1987) هو مُقاتل فنون قتالية مختلطة نيجيري أمريكي شارك مؤخرًا في فئة الوزن المتوسط في يو إف سي.

## وصلات خارجية
- أولوالي بامغبوز على موقع يو إف سي (الإنجليزية)
- أولوالي بامغبوز على موقع شيردوغ (الإنجليزية)
- أولوالي بامغبوز على موقع IMDb (الإنجليزية)